# Nuova Svizzera
La Nuova Svizzera (Nueva Helvetia in spagnolo) fu un insediamento californiano dell'epoca messicana, nell'odierna Sacramento.

## Contesto storico
Il pioniere svizzero John Sutter giunse in Alta California messicana con altri coloni nell'agosto 1839. Vi fondò la colonia commerciale ed agricola di "Nueva Helvetia" alla confluenza dei fiumi Sacramento e American. Ricevette 193 km² di terreno dal governatore Juan Bautista Alvarado nel 1841. Il sito di "Nueva Helvetia" si trova pochi chilometri ad est di dove il figlio, John Sutter, Jr., fondò Sacramento, e si trova oggi lungo il confine orientale di Sacramento.

## Origini del ranch
Ranch New Helvetia (chiamato anche "Nueva Helvetia") fu una concessione messicana di 193 km² situata nelle odierne contee di Sacramento, Sutter e Yuba, concessa nel 1841 dal governatore Juan Alvarado a John Sutter.  Il nome significa "Nuova Svizzera" e prende il nome dal paese natale di Sutter. La concessione si estendeva dall'attuale Marysville a sud lungo il Feather fino alla confluenza del Sacramento con l'American vicino all'attuale Sacramento.

## Storia
Nel 1840 gli insediamenti in California messicana erano limitati, per la maggior parte, alle terre costiere. I Californio erano preoccupati dall'invasione straniera, soprattutto da parte degli americani. Per fornire un cuscinetto "contro un'invasione indiana e contro le bande di predoni e cacciatori", il governatore Alvarado concesse un appezzamento quadrato di undici leghe di lato (il massimo concesso dalla legge messicana) nella valle del Sacramento a John Sutter (1803–1880), un immigrato svizzero. Parte del compito di Sutter sarebbe stato quello di incoraggiare i coloni, per cui concesse ad altri piccole porzioni del suo terreno. Queste concessioni alla fine superarono la terra che gli era stata concessa.
Con la cessione della California agli Stati Uniti d'America dopo la guerra messico-statunitense, il trattato di Guadalupe Hidalgo del 1848 garantì il rispetto delle concessioni terriere precedenti. Come richiesto dal Land Act del 1851, nel 1852 presentò la richiesta alla Public Land Commission per la terra concessagli da Alvarado nel 1841. Nel 1853 Sutter presentò una richiesta per un ulteriore quadrato di 22 leghe chiamato "Sobrante", concesso a lui ad al figlio John A. Sutter Jr. dal governatore Manuel Micheltorena nel 1845.
Entrambe le concessioni (Nuova Svizzera e Sobrante) furono confermate dal tribunale statunitense nel 1857, ma il procuratore generale presentò un ricorso alla Corte suprema. Nonostante Sutter non potesse presentare i registri originali della sua concessione, la Corte suprema accettò nel 1841 la concessione Alvarado (Nuova Svizzera) rispendendo la concessione Micheltorena del 1845 (Sobrante) alla corte distrettuale. Nel 1864 la Corte suprema respinse la concessione Micheltorena del 1845 (Sobrante). La Alvarado di undici leghe fu concessa a John A. Sutter nel 1866.
Un reclamo per parte di Rancho New Helvetia fu presentato da Charles Covillaud, J. M. Ramírez, W. H. Sampson, R. B. Buchanan e G. N. Sweazy alla Land Commission nel 1852. Noti come Covillaud & Co., i soci acquistarono il Rancho Honcut di Cordua, ed acquistarono anche l'affitto di Cordua di terra nel Rancho New Helvetia. Una nuova richiesta su Rancho New Helvetia fu presentata da Roland Gelston alla Land Commission nel 1852. Roland Gelston, mercante di San Francisco, aveva numerose proprietà a Sacramento. Una terza richiesta, infine, fu presentata da Hiram Grimes, il quale possedeva Rancho Del Paso, nel 1853.

## Operazioni
Fino a 600 indiani lavoravano in Nuova Svizzera nella stagione del raccolto. Tra le altre industrie presenti vi erano "una distilleria, una fabbrica di cappelli, una fabbrica di coperte ed una conceria". Gli operai furono reclutati tra i capi locali come Maximo, un Miwok che aveva mandato molti operai alla Missione San José e ad Anashe. Le condizioni di vita e lavoro erano molto difficili, e furono descritte come "schiavismo", con gli indiani non collaborativi che venivano "frustati, incarcerati e giustiziati". Le case dei lavoratori nei vicini villaggi e nei ranch erano leggermente migliori.
L'insediamento era difeso da un esercito Miwok, Nisenan e da indiani delle missioni per un totale di 150 unità di fanteria, 50 di cavalleria ed ufficiali bianchi di lingua tedesca. Questo gruppo, con uniformi russe acquistate a Fort Ross, marciò a Los Angeles per difendere il governatore Manuel Micheltorena dalla rivolta dei Californio.
Sutter fu obbligato ad abbandonare i propri affari durante la corsa all'oro californiana del 1848, quando la zona fu invasa da moltitudini di cercatori d'oro. Sutter's Fort è oggi un California State Historic Park. In seguito alla corsa all'oro gli operai di Sutter lo abbandonarono per cercare fortuna nelle miniere. In seguito le sue terre furono occupate. Nel 1852 Sutter dichiarò bancarotta. Quindici anni dopo il rifiuto del 1864 della Corte suprema di riconoscergli la concessione Sobrante, Sutter cercò di ottenere un rimborso dal Congresso per il suo aiuto nella colonizzazione della California. Gli fu concesso poco, e nel 1880 Sutter morì in un hotel di Washington.